# قرقاول مسی
قرقاول مسی (نام علمی: Syrmaticus soemmerringii) نام یک گونه از سرده قرقاول‌های دم‌دراز است.